# Blackpool Victoria Hospital
Victoria Hospital er et hospital i Blackpool, Storbritannien. Det er det primære hospital for Blackpool og og Fyldehalvøen i Lancashire, England. Det er en del af Blackpool Teaching Hospitals NHS Foundation Trust.
Hospitalets afdelinger inkluderer skadestue, Macmillan Cancer Suite, fødegang og gynækologisk afdeling, Parkwood Mental Health Services, en hjerteafdeling, og intensivafdeling.
Victoria Hospital var omdrejningspunkt for BBC1 dokumentarserien Blackpool Medics: 10 Days in May som fulgte arbejdet på hospitale og North West Ambulance Service. Den anden sæson blev sendt i januar 2008.
NHS Trust-fonden bag Blackpool, Fylde og Wyre hospitalerne blev etableret 1. december 2007. Trust-fonden servicerer den lokale befolkning på omkring 330.000 personer og de 12 millioner mennesker, der besøger området hvert år.

## Historie
Hospitalet lå oprindeligt på Whitegate Drive og blev åbnet i 1984. Det blev senere flyttet til East Park Drive. Det første stykke fundament blev lagt af Lord Derby d. 9. juni 1933.
Den 25. juli 2010 blev en sygeplejerske ved navn Jane Clough stukket ihjel på hospitalets parkeringsplads. Hendes ekskæreste Jonathan Vass, der var ambulancetekniker, blev senere fundet skyldig i mordet.